# Флирт на вписке
«Флирт на вписке» — дебютный студийный альбом российской группы «Френдзона». Треки «Бойчик» и «Девственница» получили экранизацию в виде клипа. Альбом вышел 26 апреля 2018 года на лейбле Rhymes Music.

## Предыстория
До 2018 года Владимир Галат занимался рэпом под псевдонимом Galat. На своем последнем Версус-баттле с Mozee Montana рэпер признался, что его «заебал рэп». Первую песню в новом для себя жанре тин-поп написал в конце августа 2017 года. В этом же году, в августе он искал людей для разогрева на концерт и познакомился с Глебом Лысенко. Пообщавшись, они решили, что напишут вместе альбом. Далее Галат позвал в группу свою подругу занимавшиеся вокалом Викторию Лысюк и попросил её записать свой вокал для трека «Девственница», Галату и Глебу понравилась запись, после чего Виктория вступила в группу, позже к ним присоединился Диджей Валера. Глеб Лысенко взял псевдоним Мэйклав, Владимир Галат — Кроки Бой, а Виктория Лысюк — Мэйби Бэйби.

## Выпуск и продвижение
Первым и единственным синглом из альбома стал трек «Бойчик», вышедший 12 апреля 2018 года, 21 июля на трек вышла экранизация в виде клипа. 1 декабря вышел еще один клип к треку «Девственница», клип дебютировал на третьем место в чарте YouTube Music в России.

Обложка сингла «Бойчик»

## Содержание

### Тематика и текст песен
В дебютном альбоме группе рассказывается о жизни подростков, об их проблемах личного характера, первой любви и взрослении. Так, в треке «Бойчик» Мэйклав поёт о том, что он боится поцеловать девушку, а в треке «Девственница», что ему нужна девственница. В «Не берёт трубку» вокалист страдает от того, что не может дозвониться наркоторговцу, а в «Пурпурное небо» хочет порезать себе вены от «неразделенной любви».

### Музыка
Говоря о звучании, Владимир Галат охарактеризовал его как «всё и сразу», он считает, что там есть поп-панк, трэп, EDM и «немного баттл-рэпа».
Алексей Мажаев, рецензент издания InterMedia отмечает такие жанры, как поп R’n’B и рэп. По мнению Сергея Мудрика из Афиша Daily мелодии вдохновлены Кэти Перри, Тейлор Свифт и присутствуют «эмо-минусы» в стиле Lil Peep.

## Концертные выступления

### «Главная вписка твоей жизни»
Тур «Главная вписка твоей жизни» по городам России начался 1 ноября с концертом Краснодаре. 12 ноября «Френдзона» приехала с концертом в Красноярск, где два клуба с которой группа договорилась об аренде отказали им в выступлении. Позже выяснилось, что общественное движение «Антидилер» обвинило группу в пропаганде наркотиков, однополой любви и аморального образа жизни. После других отмен в Кемерово, Вологде и Ярославле тур был перенесён на 2019 год. Несмотря, на отмены концертов группа заработала два миллиона рублей на них. Группа добровольно отдала на экспертизу в Роскомнадзор тексты своих песен. Из песни «Не берёт трубку» где герой страдал, что не может дозвониться наркоторговцу, сделали романтическую, убрав из нее упоминания о наркотиках.

## Критика

### Отзывы в специализированных музыкальных изданиях
Алексей Мажаев из InterMedia охарактеризовал сюжет песни «Девственница», как: «забитый Мэйклав тоскливо мечтает о непорочной девушке, но знал бы он, о чём в это время мечтает героиня его грёз Мэйби Бэйби», а сочетание партий группы назвал забавным. По мнению рецензента, на трек «Психолог» «должны реагировать все, кто сталкивался со школьными психологами». Критик считает, что «Мэйклав, Кроки и Мэйби Бэйби в некоторых треках символизируют каждый свой жанр (условно, R’n’B, рэп и поп), иногда удачно, но кое-где совсем несочетаемо». Подытожив он написал что «если разобраться в образах участников группы, то прослушивание альбома принесет большое удовольствие».
Клип на песню «Девственница» The Flow назвалиː «История про взросление, ложных кумиров и подростковые идеалы». Клип на песню «Бойчик» оценили какː «Песни на два голоса про подростковую любовь, первые свидания и школьные дискотеки».

## Трек-лист
Названия и длительность всех треков взяты с Apple Music.
| №  | Название          | Длительность |
| -- | ----------------- | ------------ |
| 1. | «Новенькая»       | 3:06         |
| 2. | «Бойчик»          | 3:53         |
| 3. | «Девственница»    | 3:35         |
| 4. | «Молочные зубы»   | 3:57         |
| 5. | «Не берёт трубку» | 2:49         |
| 6. | «Психолог»        | 3:42         |
| 7. | «Эмо-рок стар»    | 3:21         |
| 8. | «Пурпурное небо»  | 3:41         |

## Чарты

#### Чарты песни «Бойчик»
| Чарт (2018)              | Высшая позиция |
| ------------------------ | -------------- |
| YouTube Music            | 25             |
| Top YouTube Hits         | 50             |
| Top Radio & YouTube Hits | 257            |

#### Чарты песни «Девственница»
| Чарт (2018)              | Высшая позиция |
| ------------------------ | -------------- |
| YouTube Music            | 3              |
| Top Radio & YouTube Hits | 47             |
| Top YouTube Hits         | 4              |
| YouTube Music            | 40             |